# عدن الشائف (جبلة)

تعديل مصدري - تعديل

عدن الشائف محلة تابعة لقرية مظر، التابعة لعزلة وراف بمديرية جبلة إحدى مديريات محافظة إب في الجمهورية اليمنية، بلغ تعداد سكانها 20 حسب تعداد اليمن لعام 2004.